# Salvatore Leone
Salvatore Leone er en fiktiv karakter fra computerspilserien Grand Theft Auto. Han bliver spillet af skuespilleren Frank Vincent, der bl.a. har medvirket i klassikerne Goodfellas og Casino.
| Spilfigurer | Spire Denne spilfigur-relaterede artikel er en spire som bør udbygges. Du er velkommen til at hjælpe Wikipedia ved at udvide den. |